# Mike Denny
Mike Denny (* um 1955) ist ein US-amerikanischer Jazzmusiker (Gitarre, auch Komposition).

## Leben und Wirken
Denny arbeitete ab seit 1978 professioneller Jazzgitarrist. Er erwarb den Bachelor in Musikgeschichte am City College of New York (1992) und den Master in Musikgeschichte an der University of Oregon (1995). Sein Berufsleben verbrachte er in Denver, Portland, Oregon, New York, Washington, D.C. und Eugene. Er ist auch in Barcelona und Paris aufgetreten. Zu den Künstlern, mit denen er professionell zusammengearbeitet hat, gehören Eddie „Cleanhead“ Vinson, Clarence Wheeler, Eartha Kitt, Della Reese, Buddy Miles, Sonny King, Jim Pepper, Nancy King, Mary Wells, Dick Hyman, Michael Moore, Kenny Davern und Joe Magnarelli, Paul Bollenback, Larry Goldings, Carol Kaye und Obo Addy, mit dem er zwei Alben aufnahm.
1997 veröffentlichte Denny zwei seiner eigenen Alben, eine Soloaufnahme, Looking in, und eine Quartettaufnahme, Now...Here...This, beide auf dem Label Origin Records erschienen. Er trat außerdem mit dem Eugene Symphony and Cabrillo Festival Orchestra unter Marin Alsop und mit dem Oregon Festival of American Music Orchestra unter Alsop und Dick Hyman auf. Er spielte regelmäßig mit seinem Mike Denny Trio auf lokaler Ebene und wurde ausgewählt, zwei Jazzclubs zu eröffnen, Piccolo's und Theo's Jazz Club. Denny leitete außerdem die Mike Denny All-Stars, ein Quintett mit Trompete und Altsaxophon, das sich den bluesigeren Aspekten des Jazz widmete. Im Bereich des Jazz war er laut Tom Lord zwischen 1981 und 2013 an sechs Aufnahmesessions beteiligt.
Zusätzlich zu seinen Auftritten unterrichtete Denny Jazzgitarre in Eugene am Lane Community College und zwischen 1994 und 2021 an der University of Oregon und bot an beiden Standorten auch Vorlesungen zur Geschichte des Jazz an. Weiterhin war er ab 1994 Gitarrenlehrer beim Oregon Summer Music Institute Jazz Camp an der University of Oregon und seit 1999 beim Peter Britt Festival Jazz Camp.

## Diskographische Hinweise
- Now...Here...This (Origin, 1997; mit Rick Mandyck, Jeff Johnson, John Bishop)
- Greg Nathan & Mike Denny: I'll Think of Something (Soaring Music, 2013)